# Тайк

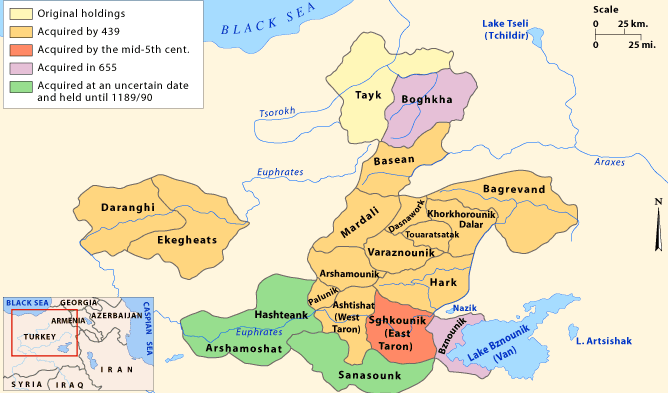

Тайк (вірм. Տայք) — провінція на північному заході Великої Вірменії, в басейні річки Чорох (нині територія Туреччини).